# Kułakowo (rejon wołogodzki)
Kułakowo (ros. Кулаково) – wieś w Rosji, w rejonie wołogodzkim obwodu wołogodzkiego. W 2010 r. liczyła 3 mieszkańców.